# Bentley Mulliner Bacalar
Bentley Mulliner Bacalar – samochód sportowy klasy wyższej produkowany pod brytyjską marką Bentley od 2021 roku.

## Historia i opis modelu

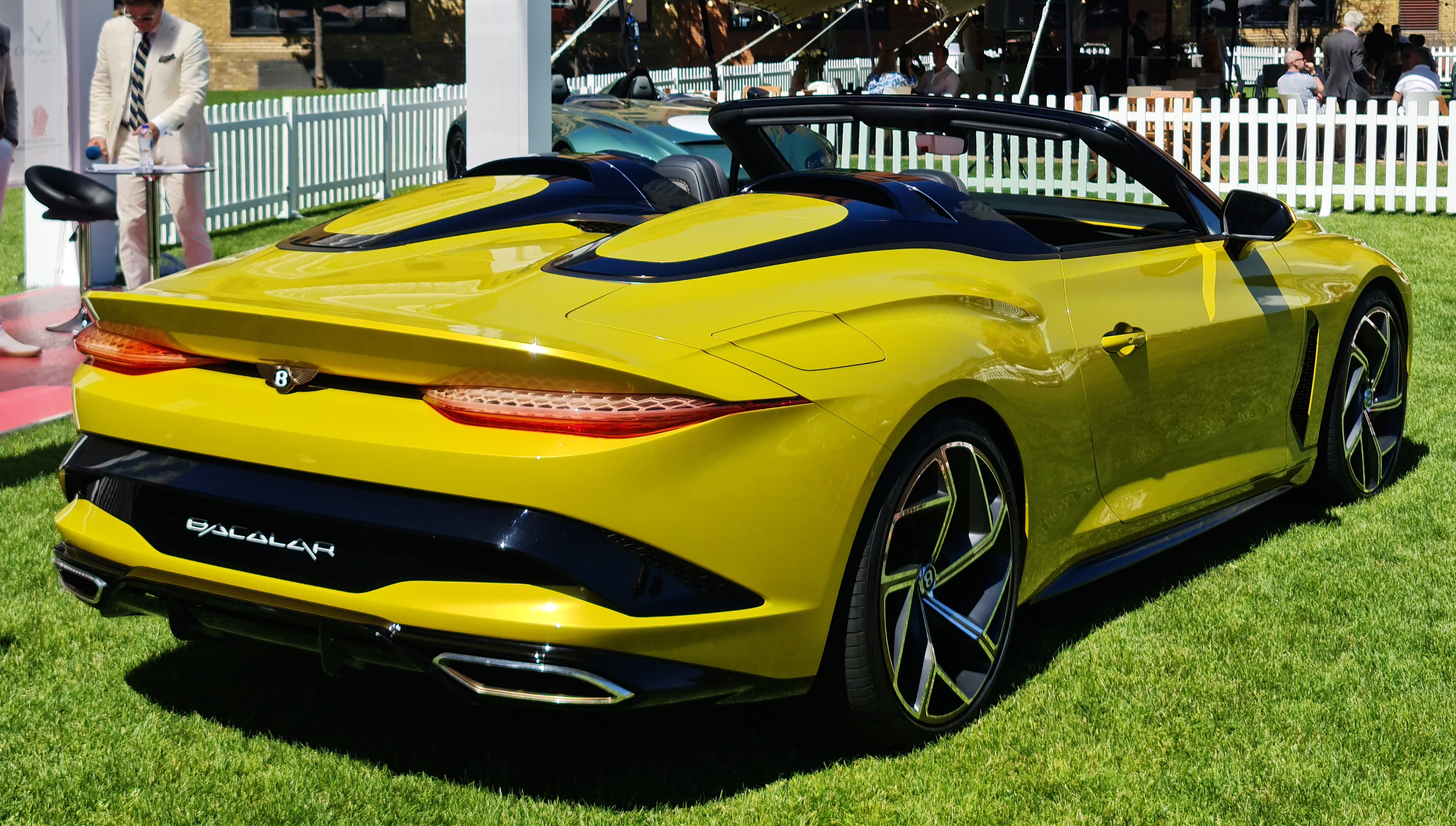
Bentley Mulliner Bacalar – tył

Bentley Mulliner Bacalar - kabina pasażerska

W marcu 2020 Bentley zaprezentował pierwszy model z nowej linii limitowanych modeli specjalnych, do których budowy zaangażowane zostało związane wieloletnią współpracą z brytyjskim producentem nadwozi Mulliner. Nazwa Bacalar została zaczerpnięta od meksykańskiego kurortu na półwyspie Jukatan. Premiera samochodu miała odbyć się na Geneva Motor Show 2020, jednak po odwołaniu wystawy z powodu wybuchu pandemii COVID-19 producent poprzestał na cyfrowej prezentacji.
Jako bazę techniczną do budowy specjalnego modelu brytyjskiej firmy wykorzystany został Bentley Continental GT w wersji kabriolet, jednak stylistyka nadwozia powstała według zupełnie nowego, unikalnego projektu stylistycznego. Za główną inspirację zespołu projektowego posłużył awangardowy projekt EXP 100 GT przedstawiony w 2019 roku, do którego Mulliner Bacalar nawiązywał m.in. dużą, dwuczęściową atrapą chłodnicy dominująca pas przedni oraz charakterystycznie ukształtowanymi reflektorami łączącymi okrąg z podłużnym, strzelistym pasem LED. Smukłą, pełną ostrych linii, sylwetkę zwieńczyły wąskie lampy tylne, duże zabudowy zagłówków oraz obszerne podwójne końcówki wydechu.
W przeciwieństwie do projektu nadwozia, kabina pasażerska przeszła jedynie nieznaczne modyfikacje w stosunku do pokrewnego Continentala GT. Producent skoncentrował się na zastosowaniu specjalnych, wyselekcjonowanych materiałów wykończeniowych, na czele z 5,5 tysięcznym drewnem pozyskanym z bagien na północy Anglii. 
Do napędu Bentleya Mullinera Bacalara wykorzystany został stosowany przez Bentleya 6-litrowy silnik benzynowy typu W12 z podwójnym turbodoładowaniem, który rozwinął moc 660 KM. Współpracująca z 8-stopniową, dwusprzęgłową automatyczną skrzynią biegów, jednostka przenosi moc na obie osie i osiąga 100 km/h w 3,5 sekundy. Prędkość maksymalna samochodu określona została jako 320 km/h.

### Sprzedaż
Bentley Mulliner Bacalar to samochód o ściśle limitowanej wielkości produkcji, która w momencie premiery określona została na 12 sztuk. Wszystkie z przewidzianych do budowy egzemplarzy zostały sprzedane jeszcze przed prezentacją, z ceną za egzemplarz określoną na  1,5 miliona funtów brytyjskich. Każdy z egzemplarzy został ściśle spersonalizowany z uwzględnieniem preferencji i życzeń nabywcy, z uwzględnieniem różnych materiałów i malowania nadwozia. Pierwszy egzemplarz Mullinera Bacalar został ukończony w brytyjskich zakładach Bentleya w Crewe w połowie sierpnia 2021, wyróżniając się beżowym malowaniem nadwozia.

### Silnik
- W12 6.0l 660 KM Twin-Turbo